# Трешња (језеро)
Трешња је вештачко језеро, смештено у насељу Мала Иванча на граници општина Сопот и Вождовац. Окружено је листопадно-четинарском шумом.

## Локација
Језеро је удаљено тридесетак километара од Београда и 15 km од Сопота. Налази се између две београдске планине — Авале и Космај у насељу Мала Иванча. До њега се може доћи Авалским путем. На ободу шуме налази се истоимени заселак који је коришћен као база за одлазак на језеро.

## Карактеристике
Језеро Трешња је дугачко 150 метара, а просечна ширина му је око 30 метара. Обала је пространа и веома приступачна, иако је некада била одзидана бетоном. У близини језера налазе се два извора.

## Активности
Због своје локације ово језеро привлачи различита посетиоце — излетнике, бициклисте, купаче, роштиљџије и све остале заљубљенике у нетакнуту природу. У корењу храстова у широј околини језера се могу пронаћи црни тартуфи. Главна активност на језеру је риболов. У језеру има, бодорке, сунчанице, бабушке, шарана, кркуше и амурског чебачока. У близини језера налази се ловиште Трешња површине 100 хектара у којем се гаје јелени лопатари, муфлони, дивље свиње и бројне друге животиње. Ово је једно од најлепших и најбогатијих дивљачима ловишта на територији Београда.